# Les Mandarins
Les Mandarins is een roman van Simone de Beauvoir die op 21 oktober 1954 bij Gallimard verscheen en hetzelfde jaar de Prix Goncourt opleverde. Hij werd opgedragen aan Nelson Algren, Amerikaanse communistisch gezinde schrijver met wie de Beauvoir twee jaar lang (1947 en '48) een gepassioneerde liefdesrelaties onderhield.

## Inhoud
De roman speelt zich af na de Tweede Wereldoorlog aan de vooravond van de Koude Oorlog en de Algerijnse Oorlog. Simone de Beauvoir beschrijft het leven van een groep intellectuele Parijzenaars die hun ideeën met de Franse maatschappij vergelijken. Het verhaal heeft twee vertellers in de eerste persoon : Anne Dubreuilh, psychiater en vrouw van een bekende en sociaal geëngageerde schrijver Robert Dubreuilh die de literaire en politieke raadgever is van Henri Perron, die het tweede hoofdpersonage is. De dertiger Henri Perron is een verzetsman, schrijver en uitgever van de linkse krant L’ Espoir die in 1943 in het geheim het licht zag. Hij woont al tien jaar samen met zijn vriendin Paule, maar houdt niet meer van haar. Uit wanhoop probeert Paule hun relatie nog te redden door hun problemen te negeren en door Henri altijd zijn zin te geven. Henri heeft verschillende liefdesaffaires, verlaat Paule en gaat alleen wonen om zich volledig op zijn werk te storten. Hij doet er alles aan om zijn krant te kunnen financieren en om die politiek onafhankelijk te houden. Hiertoe probeert hij zich te onderscheiden van de communisten en een alternatief te bieden dat hun linkse sympathieën niet loochent. Dubreuilh slaagt erin Henri te overtuigen L’Espoir te alliëren met de linkse partij de S.R.L., die hij net heeft opgericht, zodat de beweging gemakkelijker zijn ideeën voor de verkiezingen van 1946 kan verspreiden onder de arbeidsklasse, terwijl de directeur van de krant nog steeds de absolute controle heeft over wat wordt gepubliceerd. In hun kring van  linkse intellectuelen uit het naoorlogse Parijs wordt er heftig  gedebatteerd over ideeën en de moraal door jonge mensen die zich tijdens de oorlog inzetten voor een gemeenschappelijk doel en die zich nu verplicht zien te kiezen tussen het communistische ideaal, dat belichaamd wordt door de Sovjetoverwinning op de barbaarse nazi’s, maar nog steeds in de greep van Jozef Stalin is, en het Amerikaanse liberale kapitalisme waar werknemers volgens hen niet meer dan slaven zijn. 
Nadat hij besloten heeft een artikel te publiceren dat de verplichte Sovjetse werkkampen aanklaagt, breekt Henri in 1947 uiteindelijk de banden tussen de krant en de S.R.L omdat hem werd wijsgemaakt dat Dubreuilh bij de PCF hoort. Zijn breuk met zijn mentor laat hem heel verbitterd achter, des te meer omdat net dan zijn relatie met Paule, die steeds gekker wordt, definitief op de klippen loopt. Hij begint een relatie met Josette, een zeer jonge vrouw die hij heeft ontmoet tijdens een diner en wiens moeder belooft hem financieel te steunen om het theaterstuk dat hij net geschreven heeft, op te voeren op voorwaarde dat haar dochter de hoofdrol krijgt. 
Henri wordt stapel op Josette en geeft zijn vrienden voor haar op. Plots lijkt hij de idealen, die hij vroeger verdedigde, te negeren tot hij ontdekt dat Josette en haar moeder verdacht worden van samenwerking met de Duitsers. 
Intussen maakt Anne Dubreuilh, op zakenreis in de Verenigde Staten, kennis met een schrijver uit Chicago. Ze wordt tot over haar oren verliefd op deze Lewis Brogan, na jaren van platonische en deugdzame liefde aan de zijde van haar man. De geliefden beleven een hartstochtelijke tijd met elkaar, en na 2 maanden van intens samenzijn valt het afscheid zwaar. Voor Anne naar Frankrijk vertrekt, belooft ze hem het jaar erop terug te keren.

## Analyse
Wat de uitgever, naar aanleiding van de verschijning van het boek, als flaptekst ook gepubliceerd moge hebben, deze roman is gebaseerd op het persoonlijk leven van Simone de Beauvoir en enkele van haar vrienden. 
Anne Dubreuilh is een intellectuele vrouw die met raad en daad klaarstaat voor haar man, een links geëngageerde schrijver. Deze laatste zou weleens een literaire dubbelganger van Jean-Paul Sartre kunnen zijn. Henri Perron doet dan weer sterk denken aan Albert Camus, die sinds 1944 zeer dicht bij Sartre stond. In 1943 richtte hij Combat op, een krant van het Franse verzet. Ook opmerkelijk, de ruzie tussen Dubreuilh en Perron herinnert aan die tussen Sartre en Camus in 1952. Zij lagen met elkaar in de clinch nadat Camus zich beledigd voelde door een artikel dat Sartre had gepubliceerd.
Doorheen haar roman verhaalt Simone de Beauvoir haar passionele relatie met Nelson Algren, die je gemakkelijk herkent aan de karakteristieke kenmerken van het personage Lewis Brogan, aan wie het werk is opgedragen. In de autobiografie staat onder andere het relaas van hun reis naar Zuid-Amerika beschreven, en het belang van de ring die Algren/Brogan aan Anne/De Beauvoir heeft gegeven (en waarmee ze begraven is)... 
Het centrale thema van de roman is een beschrijving van een Franse intellectueel die geëngageerd is in politieke debatten en de middelen die hij aanwendt om zijn ideeën te verspreiden in een maatschappij die verzwakt is door de oorlog en de ontdekking van de Shoah, maar ook bewust van de gevolgen van de bombardementen op Hiroshima en Nagasaki. Een maatschappij die zich opnieuw moet positioneren tegenover de nieuwe, grote machten die de wereld de komende jaren zullen besturen. Die positie is fragiel en volgens De Beauvoir gedoemd tot een zekere futiliteit:
"Henri vond het niet voldoende; hij hield niet van de gedachte dat hij in die zaak van de éne naar de andere kant werd geleid. Hij beleefde zware innerlijke strubbelingen, twijfels, geestdrift, en volgens Dubreuilh was het opgezet spel. Hij vroeg zich vaak af wie hij was; en men antwoordde hem het volgende: hij was een Franse intellectueel bedwelmd door de overwinning van '44 en terug met de voeten op de grond gezet door de gebeurtenissen die hem duidelijk maakten dat alles nutteloos was geweest.'